# Leo Birinski
Leo Birinski (né le 8 juin 1884 à Lyssianka, Empire russe, aujourd'hui en Ukraine, et mort le 23 octobre 1951 à New York, États-Unis) fut dramaturge, scénariste et réalisateur. Il travailla en Autriche-Hongrie, aux États-Unis et dans l'Allemagne de la République de Weimar. En tant qu'auteur de théâtre, il obtint sa plus grande popularité en Europe entre 1910 et 1917 avant d'être oublié. Jusqu'à sa mort, il écrivit essentiellement des scénarios.

## Son nom
Birinski, nom de sa mère, fut le sien pour l'état civil et la scène à partir de 1908, et on le rencontre écrit de différentes manières : Leo G. Birinski, Leo Birinsky, Lev G. Birinski, Lev Birinskij, Lav Birinski, Birinszki Leó, Lev Birinszkij, Leon Birinski, etc.
Avant 1906, il s'appelait Leo Gottesmann, d'après le nom de son père.

## Sa vie
Ses lieu et date de naissance ne sont pas certains, mais on peut penser qu'il est né le 8 juin 1884 à Lyssianka, Empire russe, aujourd'hui en Ukraine. C'est l'information qu'il renseigna parfois dans des documents officiels, mais les archives de Lyssianka, détruites, ne permettent pas de le confirmer.
Son père, Hersch Gottesman, est né à Borchtchiv, en Galicie, aujourd'hui en Ukraine. Il était commerçant. Sa mère, Carna, née Berinska ou Birinska, était la fille d'un fermier de Lysianka. Leo Birinski passa sa jeunesse à Czernowitz (aujourd'hui Tchernivtsi en Ukraine), capitale de la Bucovine austro-hongroise.
Au début du XXe siècle, il partit pour Vienne, où il travailla dans une librairie et commença à traduire, avant d'écrire ses prorpres œuvres. De ces années viennoises restent 3 pièces : Der Moloch, Raskolnikoff (d'après le roman Crime et Châtiment de Fiodor Dostoïevski) et sa comédie (ou tragicomédie selon Leo Birinski) écrite en 1912, Narrentanz.
En Allemagne, Leo Birinski épousa la pianiste Felicia Aschkenas, probablement née à Varsovie. Il travaillait alors uniquement pour l'industrie cinématographique et écrivait beaucoup de scénarios, dont ceux de Mata Hari et Variétés. Avec Paul Leni, il réalisa Le Cabinet des figures de cire.
C'est en 1927 qu'il émigra avec sa femme pour les États-Unis, s'identifiant devant les autorités américaines comme étant des citoyens nicaraguayens, et y continuant son travail de scénariste et de dramaturge. Sa première œuvre fut néanmoins la réalisation de Das große Glück, version allemande de A Ship Comes In. Les films auxquels il travailla furent produits par les majors de l'époque. On peut par exemple citer Mata Hari (la version américaine du film de 1927) de George Fitzmaurice, Le Cantique des cantiques et Le Joyeux Bandit, tous deux de Rouben Mamoulian. Il participa au Lux Radio Theatre (en), avec un programme diffusé en 1943 sur CBS qui comportait Rita Hayworth et William Powell. Il présenta aussi des pièces à Broadway dont Nowhere Bound, créé en 1935 à l'Imperial Theatre et The Day Will Come, créé en 1944 au National Theatre.
L'incertitude règne aussi sur les dernières années de la vie de Leo Birinski, mais il semble qu'il soit mort pauvre et seul. Il est enterré au cimetière de Hart Island.

## Œuvres

### Théâtre

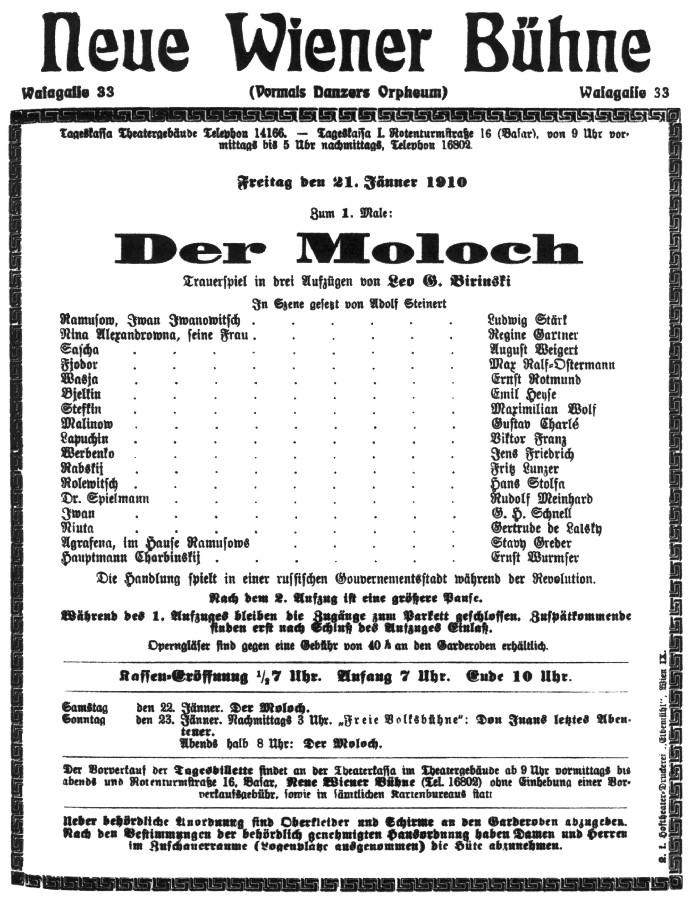
Affiche pour la création de Moloch. Neue Wiener Bühne, Vienne: 21 janvier 1910.
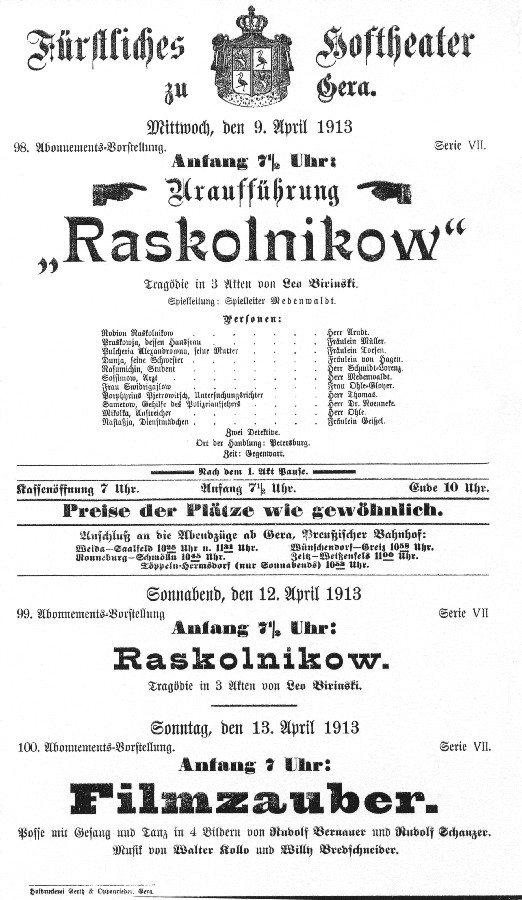
Affiche pour la création Raskolnikoff. Fürstliches Hoftheater, Gera: 9 avril 1913.
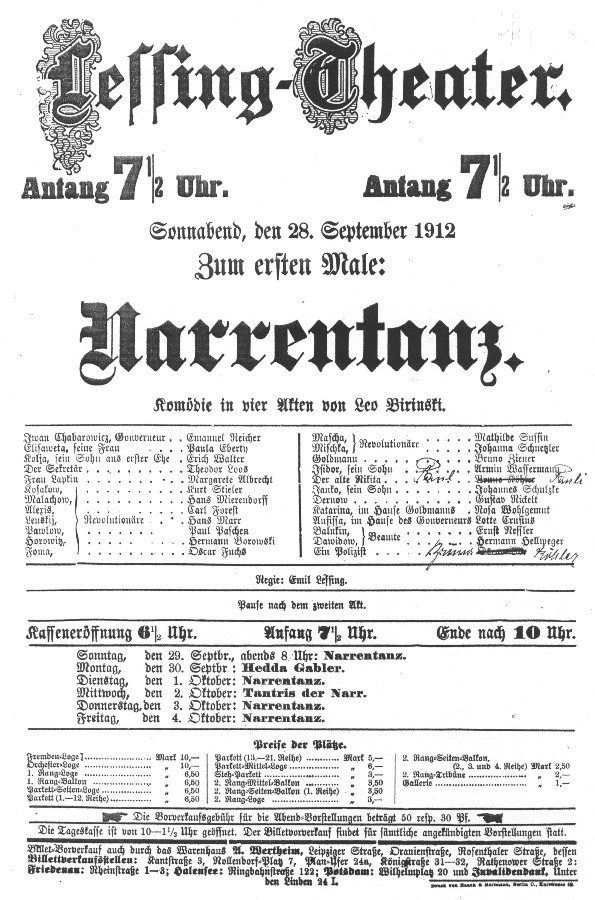
Affiche pour la création Narrentanz. théâtre Lessing Berlin: 28 septembre 1912.
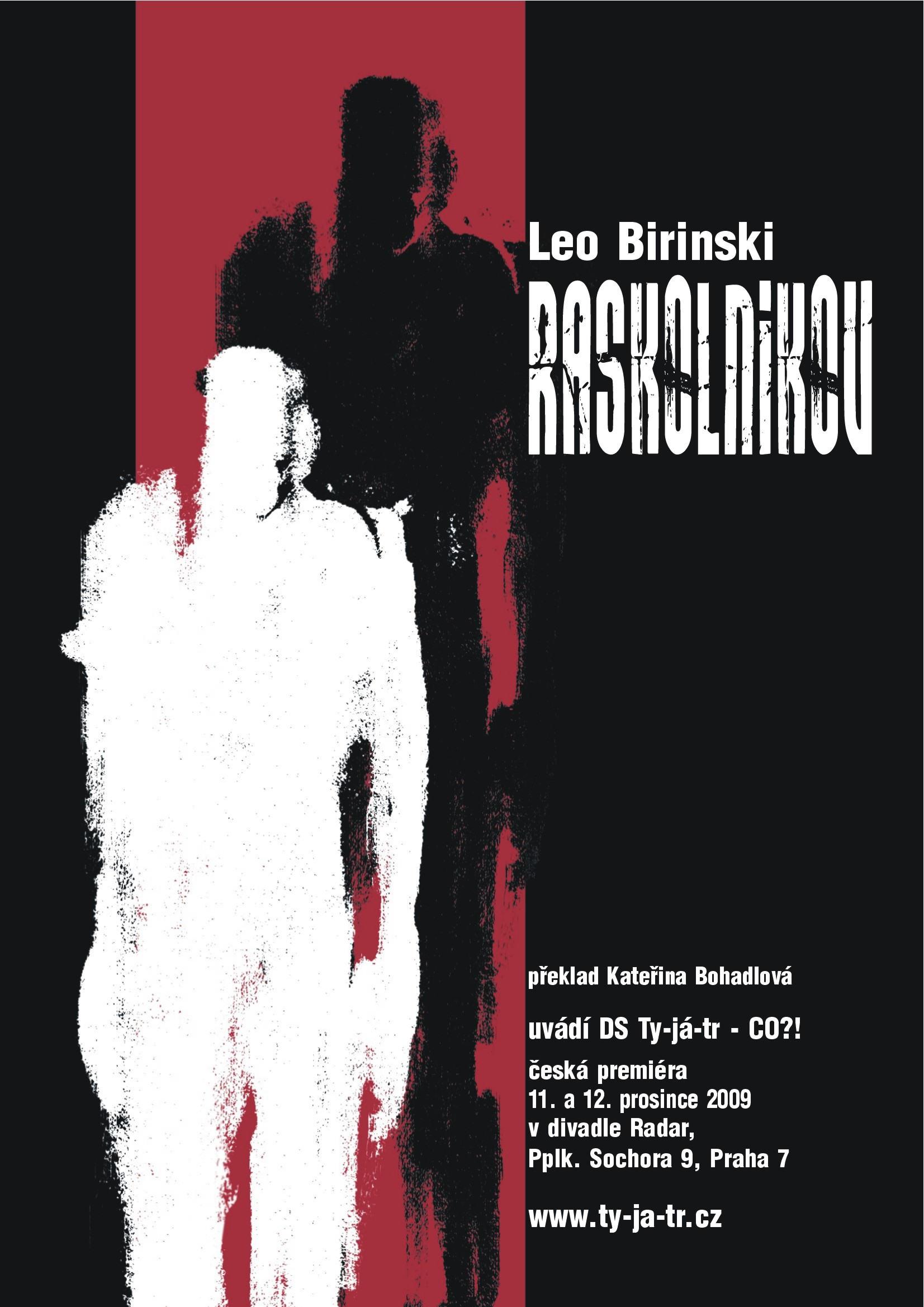
Affiche pour la création tchèque de Raskolnikov. Theatre Ty-já-tr Prague: 11 décembre 2009.

- Der Moloch, tragédie en trois actes, 1910
- Raskolnikoff, tragédie en trois actes, 1913
- Narrentanz, tragicomédie en quatre actes, 1912
- Nur Ruhe !, farce en trois actes de Johann Nestroy, adaptée par Leo Birinski
- The Holy Devil (Rasputin), pièce non publiée et non créée retrouvée dans les affaires de Herman Bernstein
- Nowhere Bound, pièce en trois actes, 1935
- The Day Will Come, pièce en trois actes, 1944

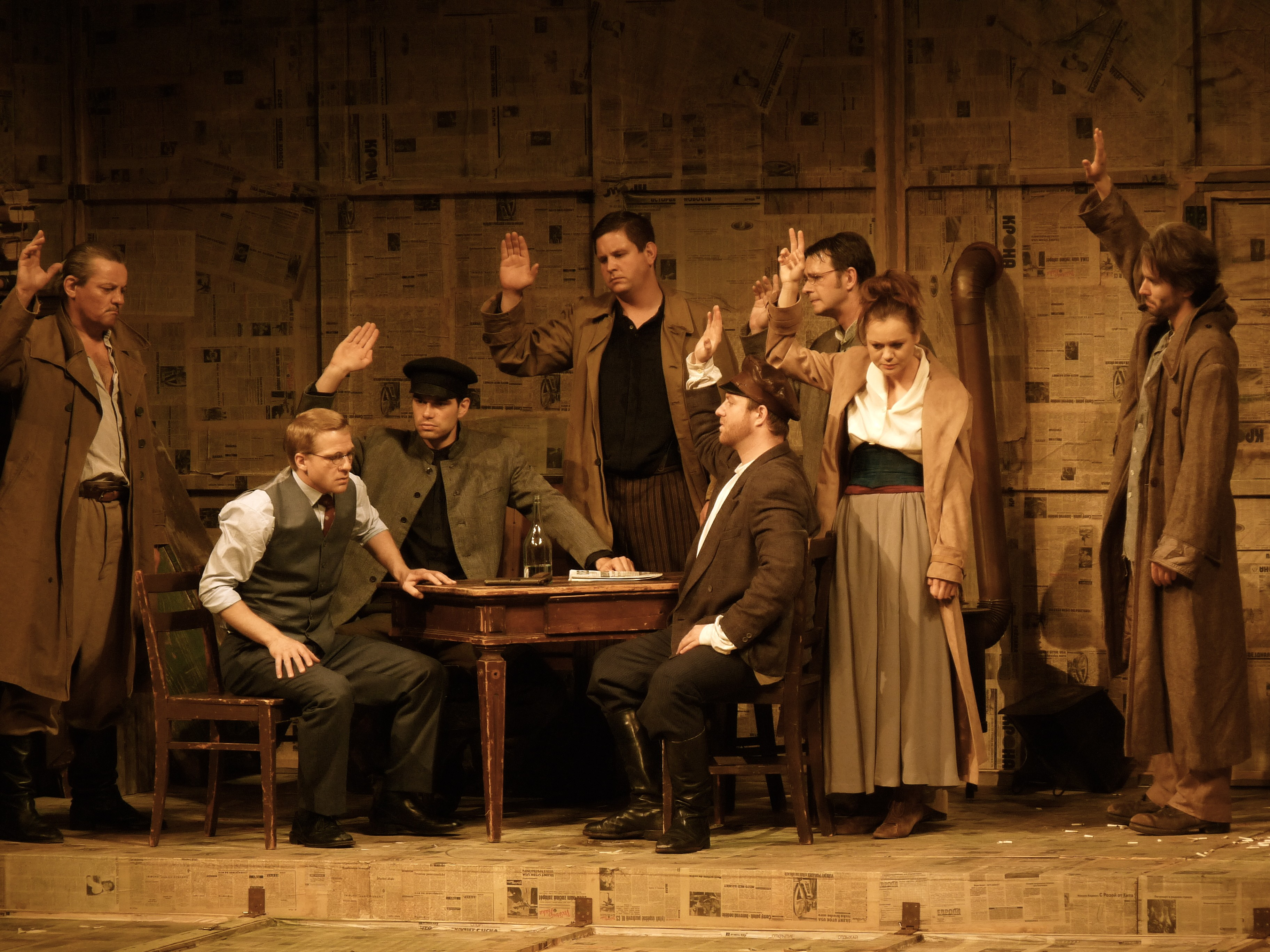
Mumraj (Narrentanz) au Vinohrady Theatre, Prague, 2009.
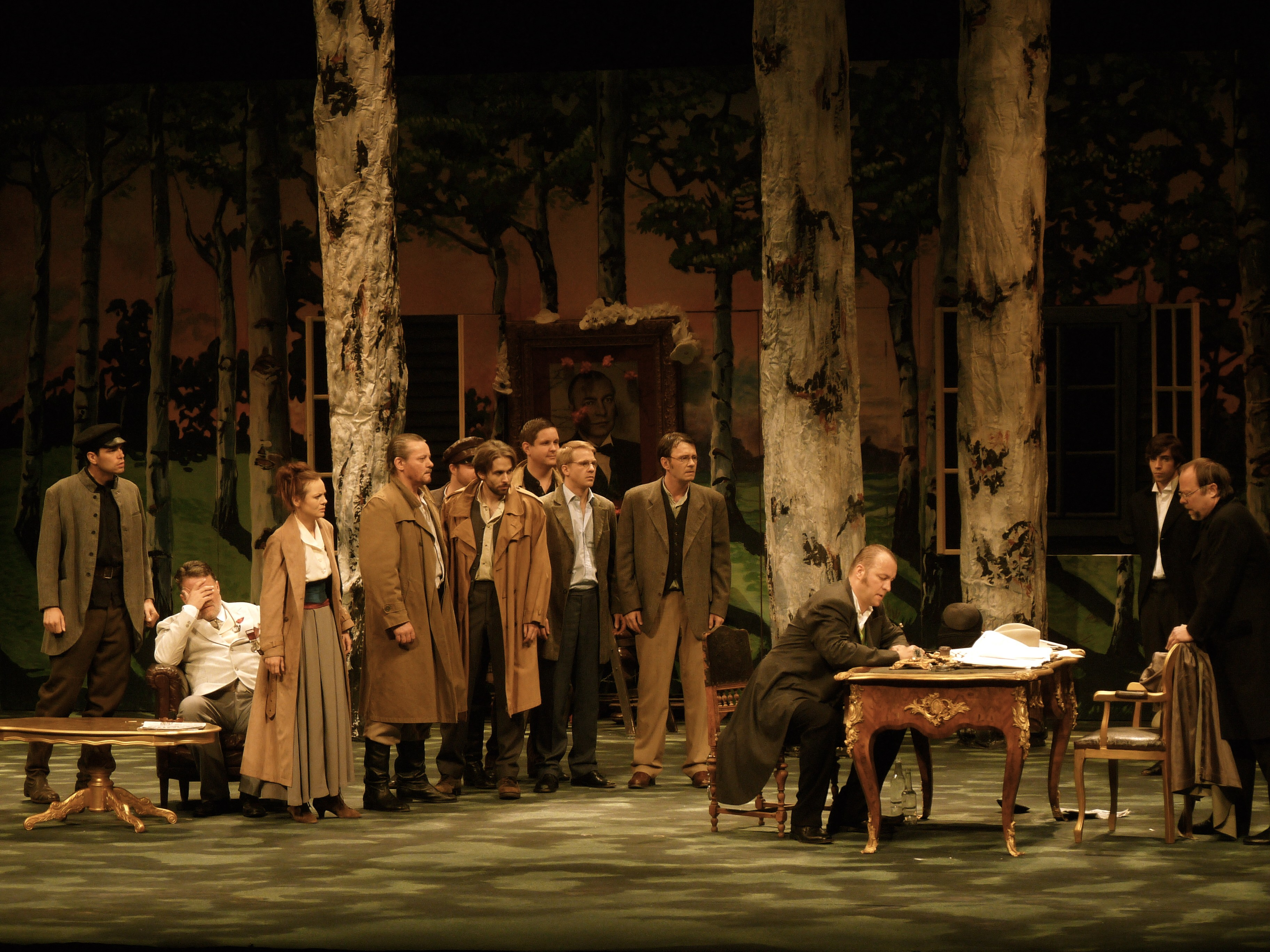
Mumraj (Narrentanz) au Vinohrady Theatre, Prague, 2009.

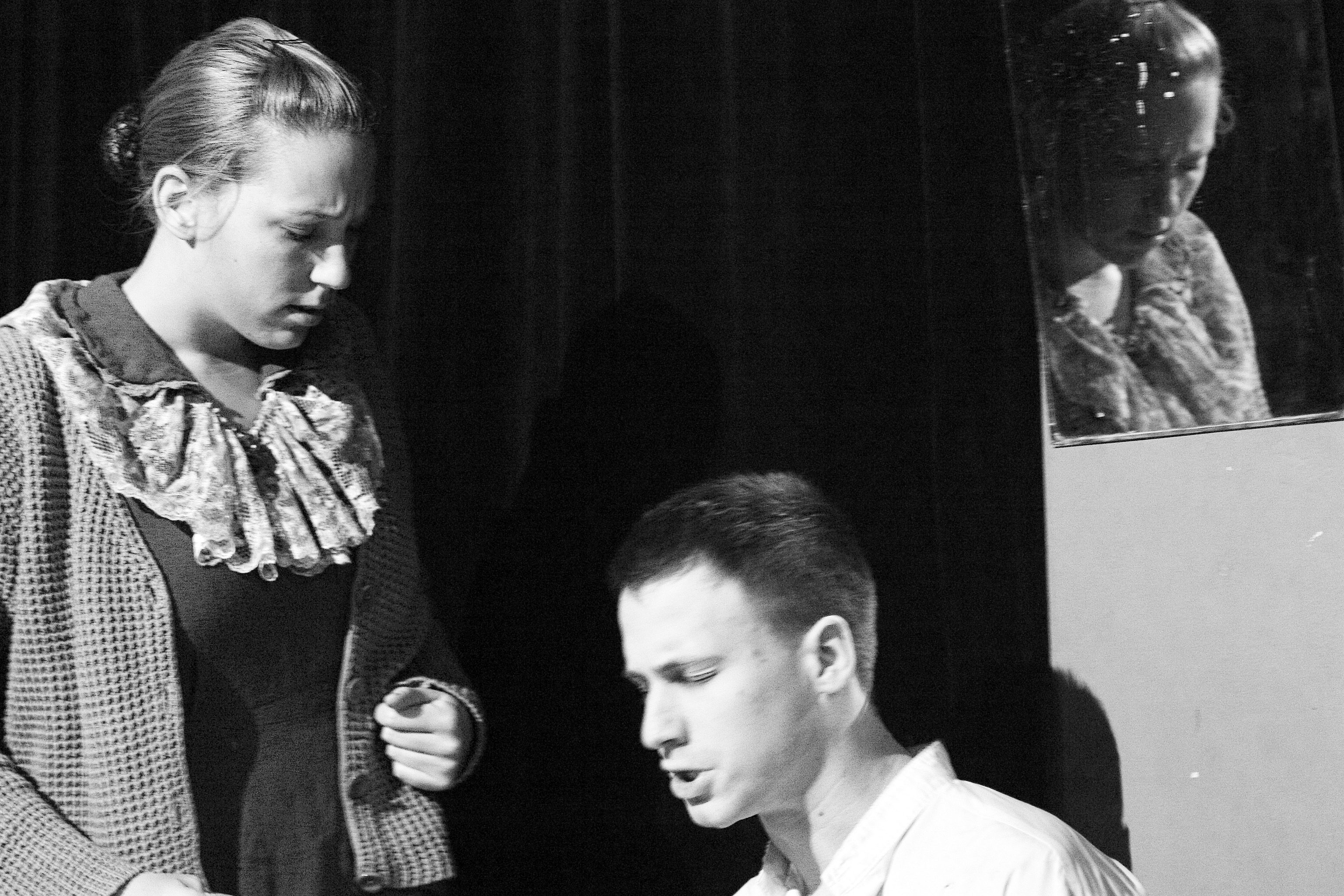
Raskolnikov au théâtre Ty-já-tr, Prague 2009.
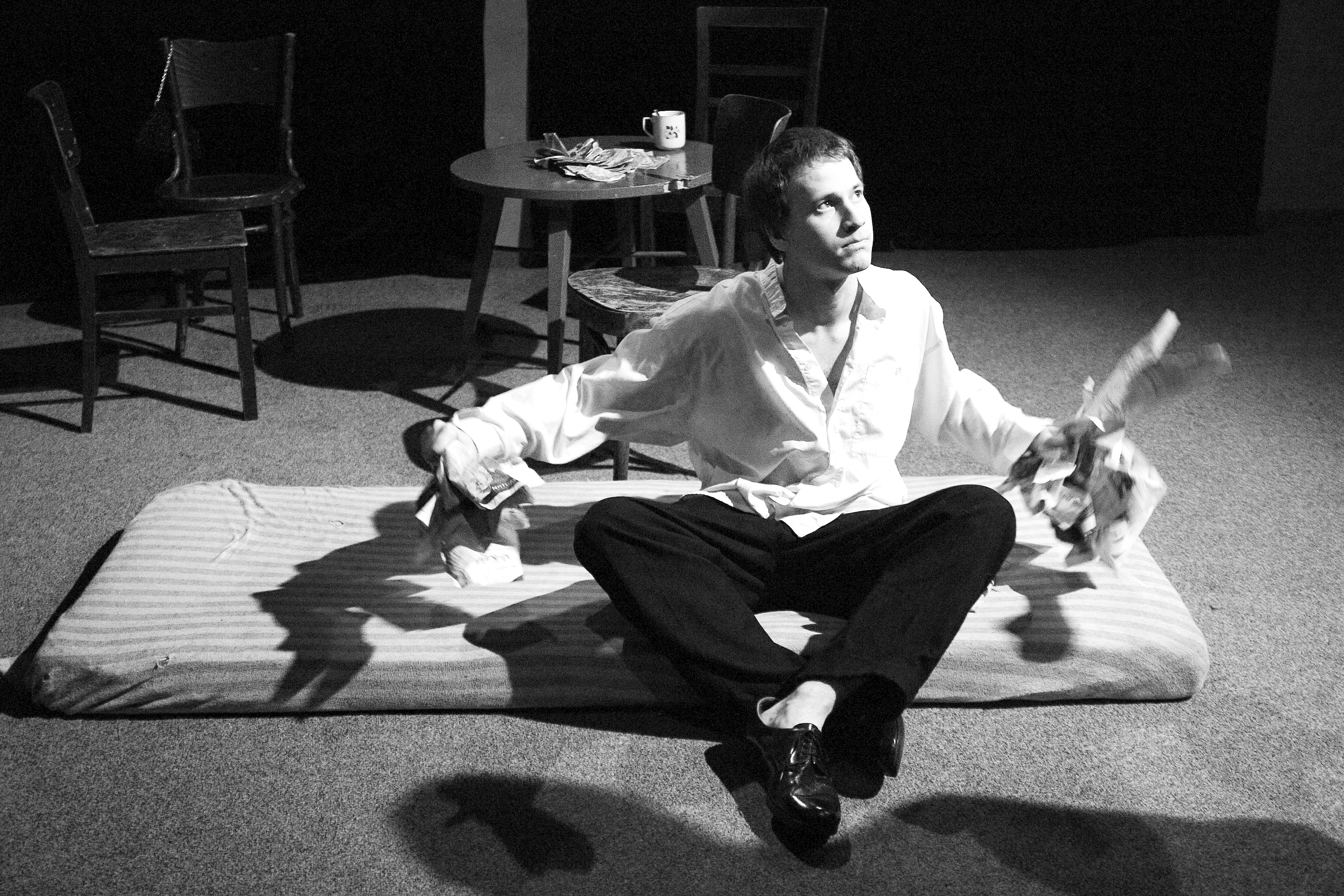
Raskolnikov au théâtre Ty-já-tr, Prague 2009.
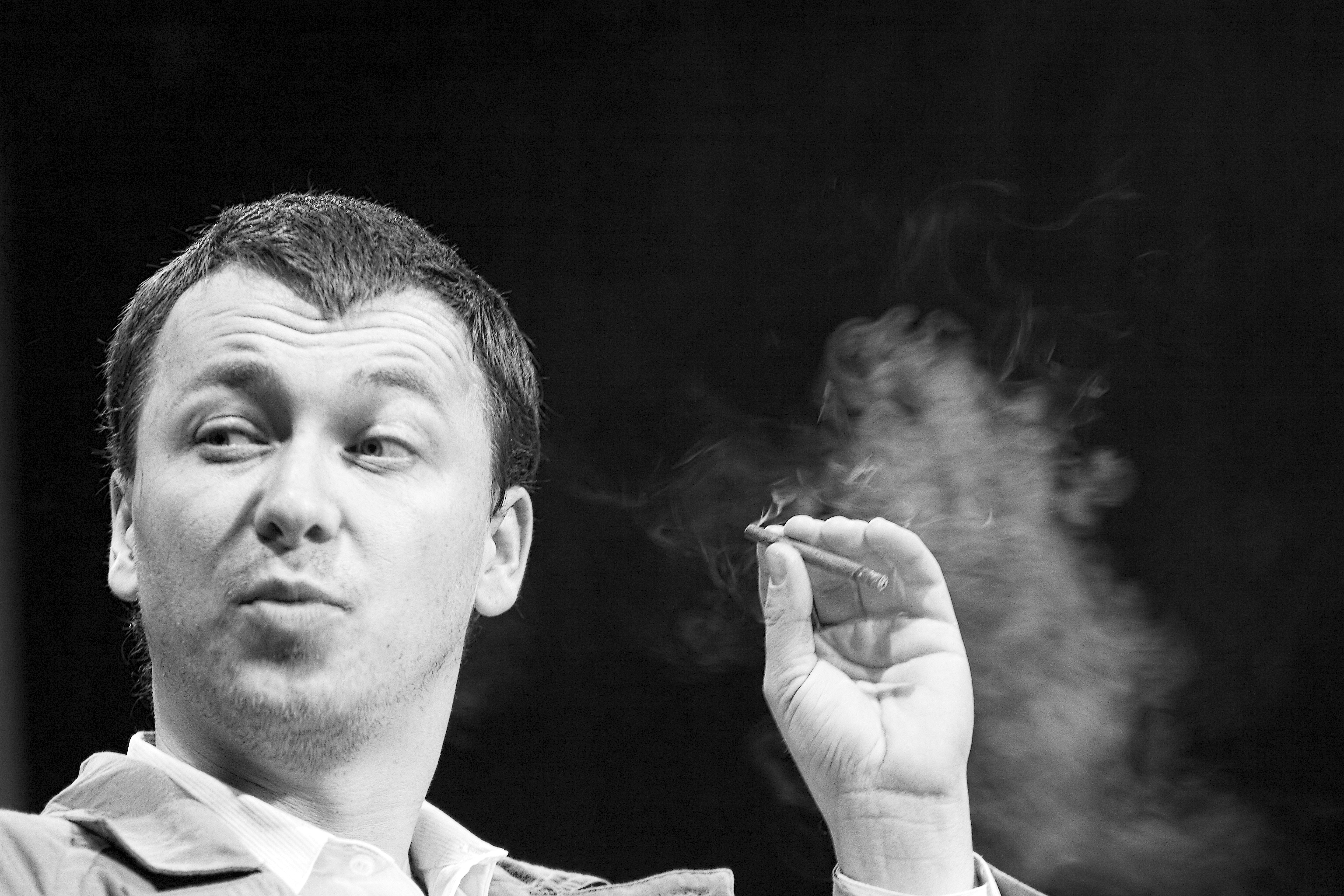
Raskolnikov au théâtre Ty-já-tr, Prague 2009.

### Cinéma
Filmographie partielle :
- 1923 : Tragödie der Liebe de Joe May
- 1924 : Le Cabinet des figures de cire de Paul Leni et lui-même
- 1925 : Variétés d'Ewald André Dupont
- 1926 : Sibérie, terre de douleur de Mario Bonnard et Guido Parisch
- 1927 : Mata Hari de Friedrich Fehér
- 1927 : Laster der Menschheit de Rudolf Meinert
- 1929 : Love and the Devil d'Alexander Korda
- 1930 : Olympia de Jacques Feyder
- 1931 : Mata Hari de George Fitzmaurice
- 1933 : Le Cantique des cantiques de Rouben Mamoulian
- 1934 : L'Espionne Fräulein Doktor de Sam Wood
- 1936 : Le Joyeux Bandit de Rouben Mamoulian
- 1937 : Salonique, nid d'espions de Georg Wilhelm Pabst
- 1942 : Espionne aux enchères de Sidney Lanfield

## Source de la traduction
- (en) Cet article est partiellement ou en totalité issu de l’article de Wikipédia en anglais intitulé « Leo Birinski » (voir la liste des auteurs).